# Stephen Downes

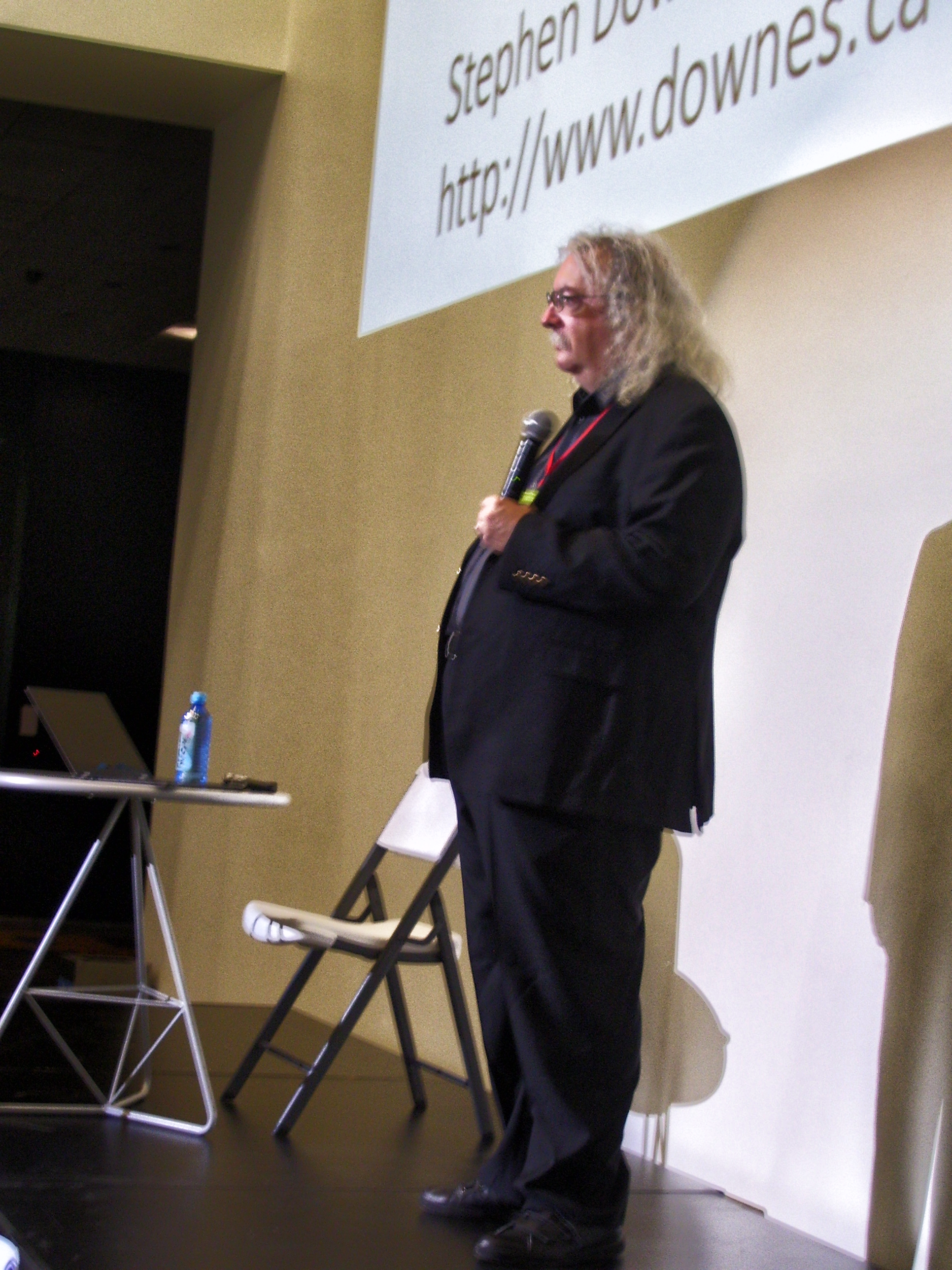
Stephen Downes durante el "Unbordring foro" de Educación en el Yerevan.

Stephen Downes (Montreal, 6 de abril de 1959) es un filósofo canadiense y comentarista en los campos de aprendizaje en línea y nuevos medios de comunicación. Downes ha explorado y promovido el uso educativo de las computadoras y de las tecnologías en línea, desde 1995. En 1994 Downes dio el discurso de bienvenida del Colegio Australiano de Educadores y fue presentador en la Conferencia de Conectivismo en Línea de febrero de 2007. En 2008, Downes y George Siemens diseñaron e impartieron un curso abierto y en línea, reportado como un "hito en el pequeño pero creciente impulso hacia 'la enseñanza abierta, ampliamente considerado como el primer curso de Conectivismo masivo, abierto y en línea (MOOC).
Nacido en Montreal, Quebec, Downes vivió y trabajó en diferentes partes de Canadá antes de integrarse como Investigador Senior al Consejo Nacional de Investigación Canadiense en noviembre de 2001. Actualmente se encuentra en Moncton, Nuevo Brunswick, Downes es investigador del grupo responsable de investigar acerca de las Tecnologías de la Información y el Aprendizaje en línea del propio Instituto Nacional de Investigadores de Canadá.
Fue el ganador del Premio Edublog en la categoría de mejor blog individual en 2005 por su blog OLDaily. Downes es el editor de la Revista Internacional de Tecnología Instruccional y Aprendizaje a Distancia.
Downes se postuló como alcalde de Brandon en 1995, cuando trabajaba en el Colegio Comunitario de Assiniboine. Es también miembro del Nuevo Partido Democrático,  y compitió contra el actual alcalde Rick Borotsik.